# 주성중학교
주성중학교(舟城中學校)는 대한민국 충청북도 청주시 청원구 율량동에 있는 공립 중학교이다.

## 학교 연혁
- 1951년 9월 1일 : 	주성중학교 개교(청주시 수동 133번지)
- 2015년 3월 1일 : 율량동 신축부지로 이전(충북 청주시 청원구 율량로 152)
- 2015년 3월 1일 : 주성중학교 역사관 개관
- 2018년 3월 1일 : 주성중학교 부설 방송통신중학교 개교(입학 50명)
- 2023년 3월 1일 : 제29대 최광묵 교장 부임
- 2024년 1월 9일 : 제73회 졸업식(졸업생 230명, 졸업생누계 30,063명)
- 2024년 3월 4일 : 2024학년도 입학식 225명(남 113명, 여 112명)

## 참고 자료
- 주성중학교 - 한국교육학술정보원 학교알리미